# Таш-Елга (Дюртюлинский район)
Таш-Елга́ (баш. Ташйылға) — деревня в Дюртюлинском районе Республики Башкортостан Российской Федерации. Входит в состав Маядыковского сельсовета.

## География

### Географическое положение
Находится на берегу реки Белой.
Расстояние до:
- районного центра (Дюртюли): 17 км,
- центра сельсовета (Маядык): 7 км,
- ближайшей ж/д станции (Янаул): 130 км.

## Население
| 2002 | 2009 | 2010 |
| ---- | ---- | ---- |
| 42   | ↗48  | ↗202 |

Национальный состав
Согласно переписи 2002 года, преобладающая национальность — башкиры (95 %).